# Jason Everman
Jason Mark Everman (n. 16 august 1967, Kodiak, Alaska) este un chitarist/basist american care a cântat cu trupele Nirvana și Soundgarden. 